# داغسا
داغسا هي بلدة في إقليم سيلا بشرق تشاد، على حدود تشاد مع السودان.
قبل عام 2008 ، كانت تقع في مقاطعة سيلا السابقة في منطقة وداي.
كانت المدينة متورطة في نزاع دارفور. في 29 نوفمبر / تشرين الثاني 2006، تعرضت قرى في منطقة داغسا لهجوم من قبل رجال مسلحين يمتطون الجياد وسرقوا ماشية القرويين.

## المواصلات
يخدم المدينة مطار داغسا.